# ロメル・キオト
ロメル・サミル・キオト・ロビンソン（Romell Samir Quioto Robinson, 1991年8月9日 - ）は、ホンジュラス・コロン県バルファテ出身のサッカー選手。ペルシアン・ガルフ・プロリーグ・トラークトゥール・サーズィーFC所属。ポジションはFW。

## クラブ経歴
2009年に国内リーグのCDSビーダでプロデビュー。すぐさま中心選手となり、2011-12シーズンにはローン移籍でヴィスワ・クラクフでプレー。2014年1月に国内リーグの強豪CDオリンピアに移籍。2014-15シーズンには17ゴールを決めるなど、エースとして君臨。リーグ戦や国内カップ戦優勝を経験した。
2016年12月23日、メジャーリーグサッカー (MLS)のヒューストン・ダイナモと契約。2017年3月4日のシアトル・サウンダース戦でMLS初出場初ゴールを決め、加入後も攻撃陣の中心選手として活躍。
2019年11月20日、ビクトル・カブレラとのトレードでモントリオール・インパクトに移籍。2020年2月20日のCONCACAFチャンピオンズリーググループリーグのデポルティーボ・サプリサ戦で、移籍後初ゴールを決めた。

## 代表経歴
2012年3月1日のエクアドル戦で、ホンジュラス代表デビュー。同年のロンドンオリンピック出場権を賭けて地区予選でU-23代表でもプレー。リオデジャネイロオリンピックでは4位に輝いた。CONCACAFゴールドカップには2015年、2017年、2019年大会に出場。一方で2014 FIFAワールドカップは招集外で終了。2018 FIFAワールドカップも、北中米カリブ海予選の最終予選の2017年10月7日のコスタリカ戦での痛恨の引き分けが堪え、最終予選は4位で終了。オーストラリアとの大陸間プレーオフにも敗れ、悲願はならなかった。

## 人物
- 2018年にアメリカ合衆国のグリーンカードを取得した。